# Lissochlora inconspicua
Lissochlora inconspicua är en fjärilsart som beskrevs av Max Joseph Bastelberger 1911. Lissochlora inconspicua ingår i släktet Lissochlora och familjen mätare. Inga underarter finns listade i Catalogue of Life.